# Gavialiceps
Gavialiceps is een geslacht van straalvinnige vissen uit de familie van de snoekalen (Muraenesocidae).

## Soorten
- Gavialiceps arabicus (D'Ancona, 1928)
- Gavialiceps bertelseni Karmovskaya, 1993
- Gavialiceps javanicus Karmovskaya, 1993
- Gavialiceps taeniola Alcock, 1889
- Gavialiceps taiwanensis (Chen & Weng, 1967)